# Tafénoquine
Le tafenoquine est une molécule de type 8-aminoquinoline en cours de test comme médicament contre le paludisme.

## Pharmacologie
Donné par voie orale, sa demi-vie d'élimination atteint deux semaines.

## Efficacité
En association avec de la chloroquine, il est efficace en curatif pour le Plasmodium vivax à 600 mg, ou même à 300 mg en une prise, avec une bonne tolérance. Il en évite la récidive (due à la persistance du parasite dans le foie) dans près de deux tiers des cas. 
En préventif, à la dose de 200 mg par semaine, il s'avère être d'une efficacité comparable à la méfloquine.

## Effets secondaires
Le médicament provoque une hémolyse chez les patients porteurs d'un déficit en glucose-6-phosphate déshydrogénase, même hétérozygotes, contre-indiquant son emploi chez ces derniers.

## Stéréochimie
La tafénoquine contient un stéréocentre et se compose donc de deux énantiomères. Pratiquement c'est le racémique, c'est-à-dire le mélange 1:1 des formes (R) et (S) qui est utilisé :
| Énantiomères de tafenoquine | Énantiomères de tafenoquine |
| --------------------------- | --------------------------- |
|                             |                             |